# Seiko Clips4 Glorious Revolution
『Seiko Clips4 Glorious Revolution』（セイコ クリップス フォー グロリアス レヴォリューション）は、松田聖子のミュージック・ビデオ集。1994年6月22日発売。発売元はSony Records。

## 解説
松田聖子4枚目のミュージック・ビデオ集で、同年発売アルバム『Glorious Revolution』収録曲のミュージック・ビデオを収録している。

## 収録曲
1. OPENING
2. もう一度、初めから
3. There for You（Album Mix）
4. 続…パラダイス
5. Back for More
6. ENDING